# Arne Lundell (militär)
Arne Nils Gösta Nilsson Lundell, född 23 mars 1925 i Kalmar församling, Kalmar län, död 26 april 2006 i Maria Magdalena församling, Stockholms län, var en svensk militär (överste).

## Biografi
Lundell var son till köpmannen Nils Nilsson och Emmy Lundell. Han tog studentexamen vid Östra Real i Stockholm 1945 och mönstrade därefter på ett fartyg med destination Sydamerika. Efter ha drabbats av blindtarmsinflammation i Engelska kanalen fördes han till sjukhus i Frankrike. Lundell blev efter sjukhusvistelsen kvar i Frankrike och arbetade på bank innan han for till Paris och studerade franska vid Sorbonneuniversitetet. Han återvände senare till Sverige och blev reservofficer i kustartilleriet 1949. Lundell blev fänrik i kustartilleriet 1951, löjtnant 1953 och kapten 1962.
Efter genomgången högre kurs på Kungliga Sjökrigshögskolan följde stabstjänst inom marinstaben och lärartjänst på Militärhögskolan 1963. Lundell blev major 1967 och var chef för kustartilleriets materialavdelning vid marinstaben 1967–1968. Han blev överstelöjtnant 1970 och var chef för allmänna avdelningen vid försvarsstaben 1971. Lundell blev överste 1974 och var chef för Gotlands kustartilleriförsvar med Gotlands kustartilleriregemente 1974–1980. År 1980 utsågs han till armé, marin- och flygattaché i Paris vilket han var fram till sin pensionering 1985. Lundell var ledamot av Kungliga Krigsvetenskapsakademien sedan 1970.
Lundell var i sitt första äktenskap gift 1951–1959 med Carin Ekdahl (född 1930). I sitt andra äktenskap gifte han sig 1968 med Ingegerd Agneta Löfgren (född 1942). Han är gravsatt på Norra begravningsplatsen utanför Stockholm.